# ديردر كلانسي
ديردر كلانسي (بالإنجليزية: Deirdre Clancy)‏ هي مصممة أزياء تقليدية بريطانية، ولدت في 31 مارس 1943 في بادنغتون في المملكة المتحدة.

## وصلات خارجية
- ديردر كلانسي على موقع IMDb (الإنجليزية)
- ديردر كلانسي على موقع قاعدة بيانات برودواي على الإنترنت (الإنجليزية)
- ديردر كلانسي على موقع قاعدة بيانات الفيلم (الإنجليزية)